# Ley General Tributaria (España)
La Ley General Tributaria (oficialmente, Ley 58/2003, de 17 de diciembre, General Tributaria), comprende la normativa general que regula los principios generales del ordenamiento tributario y la relación entre la administración tributaria y los contribuyentes o sujetos pasivos. Los preceptos incluidos en esta ley regulan la parte general del Derecho tributario de España, sin perjuicio de lo estipulado en los conciertos económicos y convenios entre el estado y las regiones forales.

## Historia de la ley
La Ley general tributaria reemplaza a la ley, ya derogada 230/1963, de 28 de diciembre, General Tributaria.
Esta ley perdió su vigencia el 1 de julio de 2004. En 1985, se comenzó el proceso de reformas de la ley 230/1963, con la ley 10/1985 de 26 de abril, iniciando una forma de desarrollar la legislación tributaria a través de leyes de Presupuestos Generales del estado, de este modo, sucesivamente, se fue adaptando la regulación fiscal, hasta que en 1992, el Tribunal Constitucional del Reino de España sentó jurisprudencia contraria al desarrollo de la ley tributaria por medio de los Presupuestos Generales del Estado.
Esta decisión del tribunal constitucional generó la necesidad de regular mediante la ley 25/1995, de 20 de julio que modifica la antigua ley 230/1963 en aspectos clave como la lucha contra el fraude, desarrollo de las facultades de los órganos de gestión o el régimen de sanciones, otra ley que seguía en la dinámica de desarrollar la ley 230/1963 se promulgó en 1998, sin embargo, al tratarse de una ley preconstitucional existían algunos preceptos contrarios al ordenamiento general vigente en aquel momento, por eso, el 15 de junio de 2000, se dictó una Resolución de la Secretaría de Estado de Hacienda por la que se encargaba la creación de una comisión que crease un documento de cara a determinar las líneas generales para la creación de una nueva ley general tributaria que refundiese la legislación tributaria; la comisión se creó por medio de una resolución de la Secretaría de Estado de Hacienda el 1 de octubre de 2002, terminándose el borrador de anteproyecto en enero de 2003, que poco después se materializaría en la actual Ley General Tributaria.

## Objetivos de la ley
El objetivo de dicha ley es reemplazar el ordenamiento preconstitucional en materia tributaria, refundiendo en un solo texto los preceptos que se venían incluyendo en legislación tributaria a través de leyes de modificación en una sola ley que:

los principales objetivos que pretende conseguir la Ley General Tributaria son los siguientes: reforzar las garantías de los contribuyentes y la seguridad jurídica, impulsar la unificación de criterios en la actuación administrativa, posibilitar la utilización de las nuevas tecnologías y modernizar los procedimientos tributarios, establecer mecanismos que  refuercen la lucha contra el fraude, el control tributario y el cobro de las deudas tributarias y disminuir los niveles actuales de litigiosidad en materia tributaria (...) la nueva ley supone también una notable mejora técnica en la sistematización del derecho tributario general, así como un importante esfuerzo codificador.
Boletín Oficial del Estado, número 302, Jueves 18 diciembre 2003.

## Ámbito de aplicación
Establece los principios generales y las normas jurídicas del sistema tributario español, es de aplicación en todas las administraciones tributarias, con respeto a lo establecido en los artículos 149.1.1.a, 8.a, 14.a y 18.a de la Constitución. 
Lo establecido en esta ley, no afectará a lo especificado en los convenios de la Comunidad Foral de Navarra y en los  Territorios Históricos del País Vasco.

## Reclamaciones económico-administrativas
La reclamación económico-administrativa es una clase de recurso administrativo cuyo objeto es examinar la legalidad de los actos administrativos de contenido económico regulados por el Derecho financiero y tributario y funciona como un presupuesto necesario del recurso ante la jurisdicción contencioso-administrativa.
El conocimiento de las reclamaciones económico-administrativas corresponderá con exclusividad a los órganos económico-administrativos, que actuarán con independencia funcional en el ejercicio de sus competencias.
La reclamación económico-administrativa, por lo general, se interpondrá en el plazo de un mes a contar desde el día siguiente al de la notificación del acto impugnado.